# Мовсесян, Виктория
Виктория (Ви́ки) Мовсеся́н (англ. Victoria (Vicki) Movsessian; род.  6 ноября 1972, Конкорд, Массачусетс, США) —  американская хоккеистка, двукратный серебряный призёр чемпионата мира (1994, 1997), олимпийская чемпионка (1998). Амплуа: защитник.

## Биография
Виктория Мовсесян родилась 6 ноября 1972 года в городе Конкорд (Массачусетс, США). Занималась фигурным катанием, в дальнейшем перешла в хоккей. Выступала за клуб Национальной ассоциации студенческого спорта «Providence Friars». В 1994—1998 годах входила в сборную США, в 1994 и 1997 годах становилась в её составе   серебряным призёром чемпионатов мира, а в 1998 году завоевала золотую медаль Олимпийских игр в Нагано. 
После завершения своей спортивной карьеры вышла замуж за генерального менеджера фарм-клуба «Нью-Джерси Девилз» Криса Ламорелло, переехала в Род-Айленд, растит двоих детей.